# Poziom sygnału
Poziom sygnału – logarytmiczna wielkość opisująca stosunek danego sygnału do innej wartości tej wielkości.
Poziom bezwzględny sygnału – poziom sygnału odniesiony do przyjętej znamionowej wartości danej wielkości.
Dla wielkości energetycznych (np. energia, gęstość energii, moc) zdefiniowano jednostkę neper, a dla wielkości polowych (np. napięcie elektryczne, natężenie prądu, ciśnienie akustyczne) jednostkę bel.